# Eudarcia fibigeri
Eudarcia fibigeri is een vlinder uit de familie van de Meessiidae. Deze soort is voor het eerst wetenschappelijk beschreven door Reinhard Gaedike in een publicatie uit 1997.
De soort komt voor in Griekenland.